# Leipon
Le leipon (ou pitilu ou pityilu) est une des langues des îles de l'Amirauté en  province de Manus, parlé en 1977 par 650 locuteurs dans le village Lolo et les îles Hauwai, Ndrilo et Pityilu (en). Elle comporte un dialecte, le pafulu. Ses locuteurs emploient aussi le lele.